# Лора Спелман Рокфеллер
Лора Селестія "Кетті" Спелман Рокфеллер (англ. Laura Celestia "Cettie" Spelman Rockefeller, 9 вересня 1839 — 12 березня 1915) — американська аболіціоністка, філантроп, шкільна вчителька та видатний член родини Рокфеллерів. Її чоловіком був співзасновник Standard Oil Джон Девісон Рокфеллер. На її честь були названі Коледж Спелман в Атланті та меморіал Лори Спелман Рокфеллер.

## Особисте життя
Лора Селестія Спелман народилася в Водсворті, штат Огайо, в родині пуританського нащадка Гарві Буелла Спелмана (1811–1881) і Люсі Генрі (1818–1897), янкі, які переїхали до Огайо з Массачусетсу. Мачуха Лаури по материнській лінії, а також дві її тітки були членами сім'ї Єль, родичами винахідниці Керолайн Арделії Єль.
Батько Лаури Гарві був аболіціоністом, брав активну участь у конгрегаціоналістській церкві, підпільній залізниці та політиці. Зрештою Спелмани переїхали до Клівленда. У Лаури була старша прийомна сестра Люсі Марія «Лютня» Спелман (бл. 1837–1920). У віці 14 років Лаура була прощальником свого випускного класу в Центральній середній школі в Клівленді.